# Hyphessobrycon georgettae
Hyphessobrycon georgettae és una espècie de peix de la família dels caràcids i de l'ordre dels caraciformes.

## Morfologia
- Els mascles poden assolir 3,2 cm de llargària total.[5][6]

## Hàbitat
Viu a àrees de clima tropical entre 23 °C - 27 °C de temperatura.

## Distribució geogràfica
Es troba a Sud-amèrica: Surinam.